# Bagaladi
Bagaladi é uma comuna italiana da região da Calábria, província de Reggio Calabria, com cerca de 1.266 habitantes. Estende-se por uma área de 30 km², tendo uma densidade populacional de 42 hab/km². Faz fronteira com Cardeto, Montebello Ionico, Reggio di Calabria, Roccaforte del Greco, San Lorenzo.

## Demografia
| Variação demográfica do município entre 1861 e 2011                               |
|                                                                                   |
| Fonte: Istituto Nazionale di Statistica (ISTAT) - Elaboração gráfica da Wikipedia |